# Jens-Christian Wagner

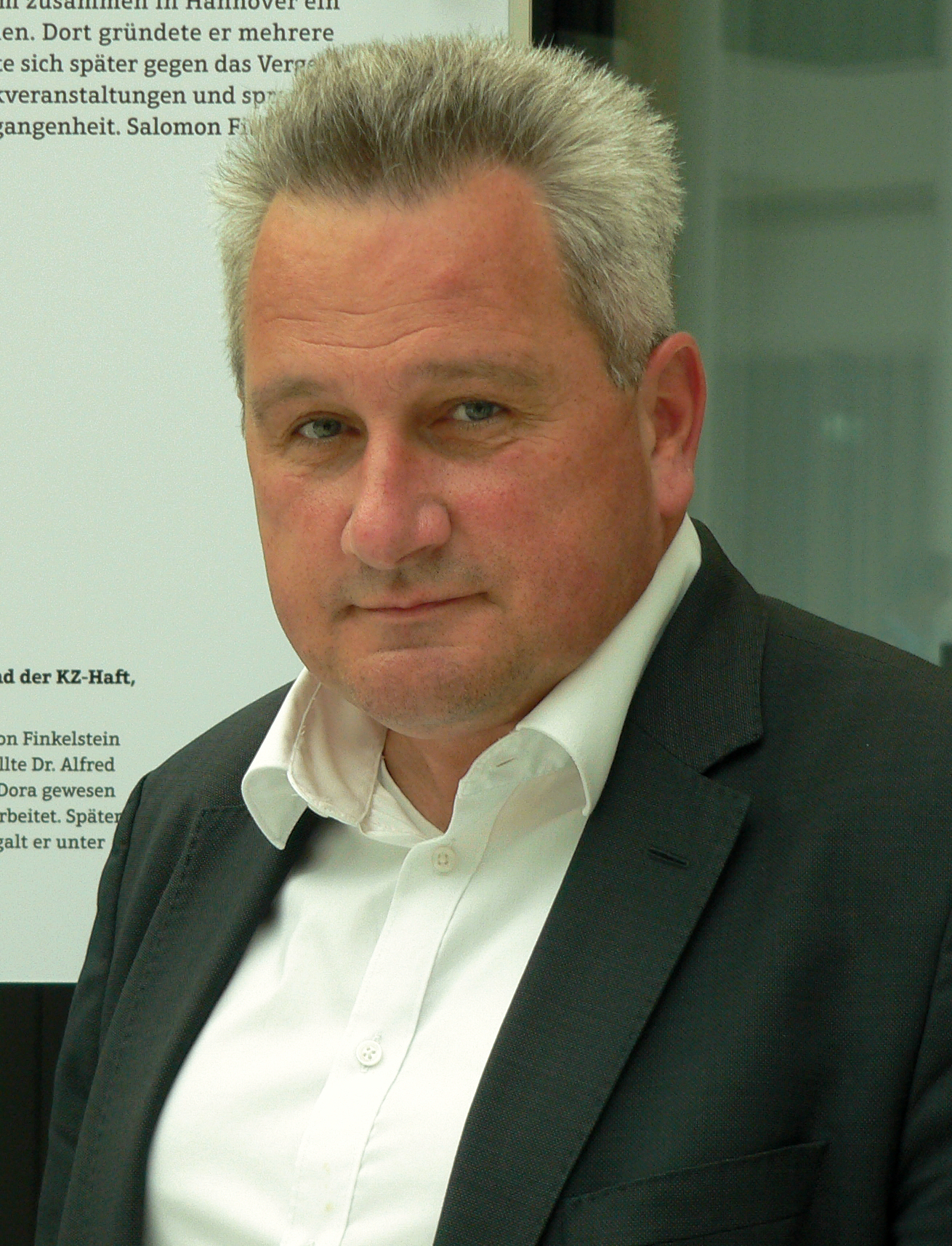
Jens-Christian Wagner, 2021

Jens-Christian Wagner (* 20. März 1966 in Göttingen) ist ein deutscher Historiker. Von 2014 bis 2020 leitete er die Stiftung niedersächsische Gedenkstätten. Seither ist er Leiter der Stiftung Gedenkstätten Buchenwald und Mittelbau-Dora in Weimar für die ehemaligen KZ Buchenwald und KZ Mittelbau-Dora.

## Leben
Jens-Christian Wagner wuchs in Herzberg am Harz auf und besuchte das dortige Ernst-Moritz-Arndt-Gymnasium. Als Kind lebte er einige Jahre in Chile. Nach dem Abitur studierte er von 1987 bis 1995 Mittlere und Neuere Geschichte sowie Romanische Philologie an der Georg-August-Universität Göttingen und an der Universidad Metropolitana de Ciencias de la Educación (UMCE) in Santiago de Chile. Er schloss mit einer Arbeit über das KZ Mittelbau-Dora als Magister Artium ab. Anschließend war er im Jahr 1996 als wissenschaftlicher Mitarbeiter am Historisch-Technischen Museum in Peenemünde tätig. Von 1997 bis 1999 forschte er im Rahmen des von der Volkswagenstiftung geförderten Projekts „Tat und Bild“ an der Universität Göttingen am Lehrstuhl von Bernd Weisbrod zum KZ Mittelbau-Dora und arbeitete zugleich an seiner Promotion. 1999 promovierte er zum Dr. phil. bei Weisbrod mit der Studie Verfolgungswahn und Tod zur Geschichte des KZ Mittelbau-Dora.
Im Jahr 2000 war Wagner als Gastwissenschaftler am Forschungsprogramm „Geschichte der Kaiser-Wilhelm-Gesellschaft im Nationalsozialismus“ in Berlin beteiligt. Von 2001 bis 2014 leitete er die KZ-Gedenkstätte Mittelbau-Dora. Zudem war er zeitweise als Lehrbeauftragter an der Universität Göttingen tätig. Seit 2010 vertritt Wagner auf Beschluss der Kultusministerkonferenz (KMK) die deutschen Bundesländer im Internationalen Komitee der Stiftung Auschwitz-Birkenau in Warschau.
Am 1. September 2014 übernahm Wagner das Amt des Geschäftsführers der Stiftung niedersächsische Gedenkstätten in Celle. Seit 2017 gehört er einer Expertengruppe an, die eine Gedenkstätte auf dem Gelände der ehemaligen Colonia Dignidad in Chile konzipierte. Er ist seit Oktober 2020 Leiter der Stiftung Gedenkstätten Buchenwald und Mittelbau-Dora in der Nachfolge von Volkhard Knigge. Die Stelle ist gekoppelt mit einer Professur am Lehrstuhl für Geschichte in Medien und Öffentlichkeit an der Universität Jena.
Jens-Christian Wagner ist verheiratet und hat zwei Töchter. Er lebte von 2014 bis 2022 mit seiner Familie in Celle.

## Forschungsschwerpunkte
Wagners Forschungsschwerpunkte sind die Geschichte des Nationalsozialismus, insbesondere der Zwangsarbeit und der Konzentrationslager, sowie die Geschichtspolitik nach 1945. Wagner ist Autor, Mitautor und Herausgeber zahlreicher Veröffentlichungen zur Geschichte der NS-Zwangsarbeit und der -Konzentrationslager sowie zur Erinnerungskultur nach 1945. Er hat  mehrere Ausstellungen zu diesem Themenkreis kuratiert, darunter die 2021 eröffnete Ausstellung Befreit! Und dann? Wege nach der Befreiung 1945.

## Politische Äußerungen
Mitte Januar 2023 forderte Wagner die CDU in einem Gastbeitrag in der Jüdischen Allgemeinen auf, sich von Hans-Georg Maaßen zu trennen. Hintergrund waren Äußerungen von Maaßen auf Twitter, Ziel der „treibenden Kräfte im politisch-medialen Raum“ sei ein „eliminatorischer Rassismus gegen Weiße“. Maaßen habe damit „erneut in den antisemitischen Giftschrank gefasst“, so Wagner. Mit dem Wort „eliminatorisch“ stelle er ganz bewusst einen Bezug zum Holocaust her. NS-Verbrechen würden mit dem Zerrbild eines auf Vernichtung zielenden „Rassismus gegen Weiße“ gleichgesetzt, so Wagner. Nach einem weiteren Vergleich mit der Judenverfolgung durch Maaßen im August 2023 erstattete Wagner Strafantrag wegen Volksverhetzung.
Vor den Stichwahlen am 24. September 2023 um das Bürgermeisteramt in Nordhausen äußerte Wagner am 14. September auf einer Pressekonferenz, dass der im ersten Wahlgang mit 42,1 % gewählte AfD-Kandidat Jörg Prophet zurücktreten müsste, wenn er Äußerungen zur „Beendigung des Schuldkults“ auf seiner AfD-Website bereits im Amt getätigt hätte. Weiter untersagte er dem AfD-Kandidaten, als Gast an Gedenkveranstaltungen der KZ-Gedenkstätte Mittelbau-Dora teilzunehmen. Auf Twitter ergänzte Wagner, er hoffe, die „demokratische Mehrheit“ möge in der Stichwahl halten. Im Anschluss an die Wahl wertete Wagner, dass sich eine kurzfristig gebildete Graswurzelbewegung gegen einen „tumben AfD-Kandidaten“ durchgesetzt habe.
Vor der Landtagswahl in Thüringen 2024 schrieb Wagner im Namen der Stiftung Gedenkstätten Buchenwald und Mittelbau-Dora einen Brief an die Thüringer Wähler, in dem er vor der AfD warnte. Bereits zuvor war er Bedrohungen (darunter Hassmails, Morddrohungen, Anrufen von pöbelnden Unbekannten) ausgesetzt. Nach seinem Brief war sein Konterfei auf eine Todesmarschstele geklebt worden.

## Auszeichnungen und Ehrungen
- 2012: Ernennung zum Chevalier dans l’Ordre des Palmes Académiques durch den französischen Bildungsminister Luc Chatel, für Jens-Christian Wagners Verdienste um die deutsch-französische Zusammenarbeit und um die Erinnerung an die Deportation von Résistance-Kämpfern in die Konzentrationslager.[19]
- 2025: Preis „Das unerschrockene Wort“ des Bundes der Lutherstädte für den Einsatz gegen rechten Geschichtsrevisionismus[20]

## Veröffentlichungen
Autorenschaft
- Ellrich 1944–45. Konzentrationslager und Zwangsarbeit in einer deutschen Kleinstadt. Herausgegeben von der Stiftung Gedenkstätten Buchenwald und Mittelbau-Dora. Wallstein Verlag, Göttingen 2009, ISBN 978-3-8353-0438-3;
französischsprachige Ausgabe: Ellrich 1944–1945. Un camp de la mort lente dans la nébuleuse nazie. Übertragung ins Französische von Jean-Marie Winkler. Edition Tirésias, Paris 2013, ISBN 2-915293-73-2.
- Landeszentrale für politische Bildung Thüringen (Hrsg.): Zwangsarbeit für den „Endsieg“. Das KZ Mittelbau-Dora 1943–1945. Erfurt 2006, ISBN 3-931426-98-X.
- mit Hans Hesse: Das frühe KZ Moringen (April–November 1933): „… ein an sich interessanter psychologischer Versuch“. Herausgegeben von der Lagergemeinschaft und Gedenkstätte KZ Moringen e. V. BoD, Norderstedt 2003, ISBN 3-8334-0429-9.
- Lern- und Dokumentationszentrum Mittelbau-Dora. Die Neukonzeption der KZ-Gedenkstätte Mittelbau-Dora. Herausgegeben von der Stiftung Gedenkstätten Buchenwald und Mittelbau-Dora. Stiftung Gedenkstätten Buchenwald und Mittelbau-Dora, Weimar 2003, ISBN 3-935598-09-2.
- mit Bernhard Strebel: Zwangsarbeit für Forschungseinrichtungen der Kaiser-Wilhelm-Gesellschaft 1939–1945. Ein Überblick (= Ergebnisse. Vorabdrucke aus dem Forschungsprogramm „Geschichte der Kaiser-Wilhelm-Gesellschaft im Nationalsozialismus“, Nr. 11). Herausgegeben von Carola Sachse im Auftrag der Präsidentenkommission der Max-Planck-Gesellschaft zur Förderung der Wissenschaften e. V. (MPG). Berlin 2003 (PDF; 620 kB).
- Produktion des Todes. Das KZ Mittelbau-Dora. Herausgegeben von der Stiftung Gedenkstätten Buchenwald und Mittelbau-Dora. Wallstein Verlag, Göttingen 2001, Neuauflage 2015, ISBN 3-89244-439-0 (zugleich Dissertation, Universität Göttingen 1999, unter dem Titel Verfolgungswahn und Tod; Rezension des Buches bei sehepunkte).

Herausgeberschaft
- mit Regine Heubaum: Zwischen Harz und Heide. Todesmärsche und Räumungstransporte im April 1945 (= Schriftenreihe der Stiftung niedersächsische Gedenkstätten. Band 5). Wallstein Verlag, Göttingen 2015, ISBN 978-3-8353-1713-0.
- Wiederentdeckt. Zeugnisse aus dem Konzentrationslager Holzen. Begleitband zur Wanderausstellung. Herausgegeben im Auftrag der Stiftung Gedenkstätten Buchenwald und Mittelbau-Dora. Wallstein Verlag, Göttingen 2013, ISBN 978-3-8353-1350-7.
- mit Johanna Grützbauch, Regine Heubaum: Konzentrationslager Mittelbau-Dora 1943–1945. Begleitband zur ständigen Ausstellung in der KZ-Gedenkstätte Mittelbau-Dora. Herausgegeben im Auftrag der Stiftung Gedenkstätten Buchenwald und Mittelbau-Dora. Wallstein Verlag, Göttingen 2007, ISBN 978-3-8353-0118-4.
- mit Helmut Kramer, Karsten Uhl: Zwangsarbeit im Nationalsozialismus und die Rolle der Justiz. Täterschaft, Nachkriegsprozesse und die Auseinandersetzung um Entschädigungsleistungen (= Nordhäuser Hochschultexte, Band 1). Fachhochschule Nordhausen 2007, ISBN 978-3-9809391-9-5 (PDF).
- Das KZ Mittelbau-Dora. Katalog zur historischen Ausstellung in der KZ-Gedenkstätte Mittelbau-Dora. Herausgegeben im Auftrag der Stiftung Gedenkstätten Buchenwald und Mittelbau-Dora. Wallstein, Göttingen 2001, ISBN 3-89244-502-8.
- mit Thomas Rahe: Menschen in Bergen-Belsen. Biografische Skizzen zu Häftlingen des Konzentrationslagers. Wallstein, Göttingen 2019, ISBN 978-3-8353-1631-7.
- Armament, War and Crimes. The Wehrmacht and the Bergen-Hohne Barracks. Wallstein, Göttingen 2020.
- mit Martina Staats: Law. Crime. Consequences. Wolfenbüttel Prison under National Socialism. Wallstein, Göttingen 2021, ISBN 978-3-8353-3959-0.
- mit Elke Gryglewski, Evelyn Hevia Jordán, Jan Stehle: Colonia Dignidad. Auseinandersetzungen um eine Gedenkstätte, Wallstein, Göttingen 2024, ISBN 978-3-8353-5728-0.
- mit Anett Dremel, Michael Löffelsender: Témoignages strasbourgeois. Berichte französischer Überlebender der Konzentrationslager Buchenwald und Mittelbau-Dora. Wallstein, Göttingen 2024, ISBN 978-3-8353-5771-6.